# Kockica
Kockica (česky doslova Kostka) je vícepatrová budova v Záhřebu, která v letech 1968 – 1991[zdroj?] sloužila jako sídlo Svazu komunistů Chorvatska. Budova byla vystavěna podle návrhu architekta Ivana Vitiće z roku 1961. Její oficiální název byl Zgrada društveno-političkih organizacija (Budova společensko-politických organizací), nicméně díky svému vzhledu a neobratnosti jugoslávského komunistického slovníku jí brzy začali místní říkat jednoduše kostka.
Budova se nachází v jihozápadní části města, její adresa je Posavlje 14 (na břehu řeky Sávy) a je dobře viditelná i z Nového Záhřebu, který se nachází hned za řekou.
V současné době využívají budovu státní instituce. Těmi jsou především chorvatské Ministerstvo námořnictví, dopravy a infrastruktury, dále pak také Ministerstvo práce a sociálního zajištění.